# Оссолано

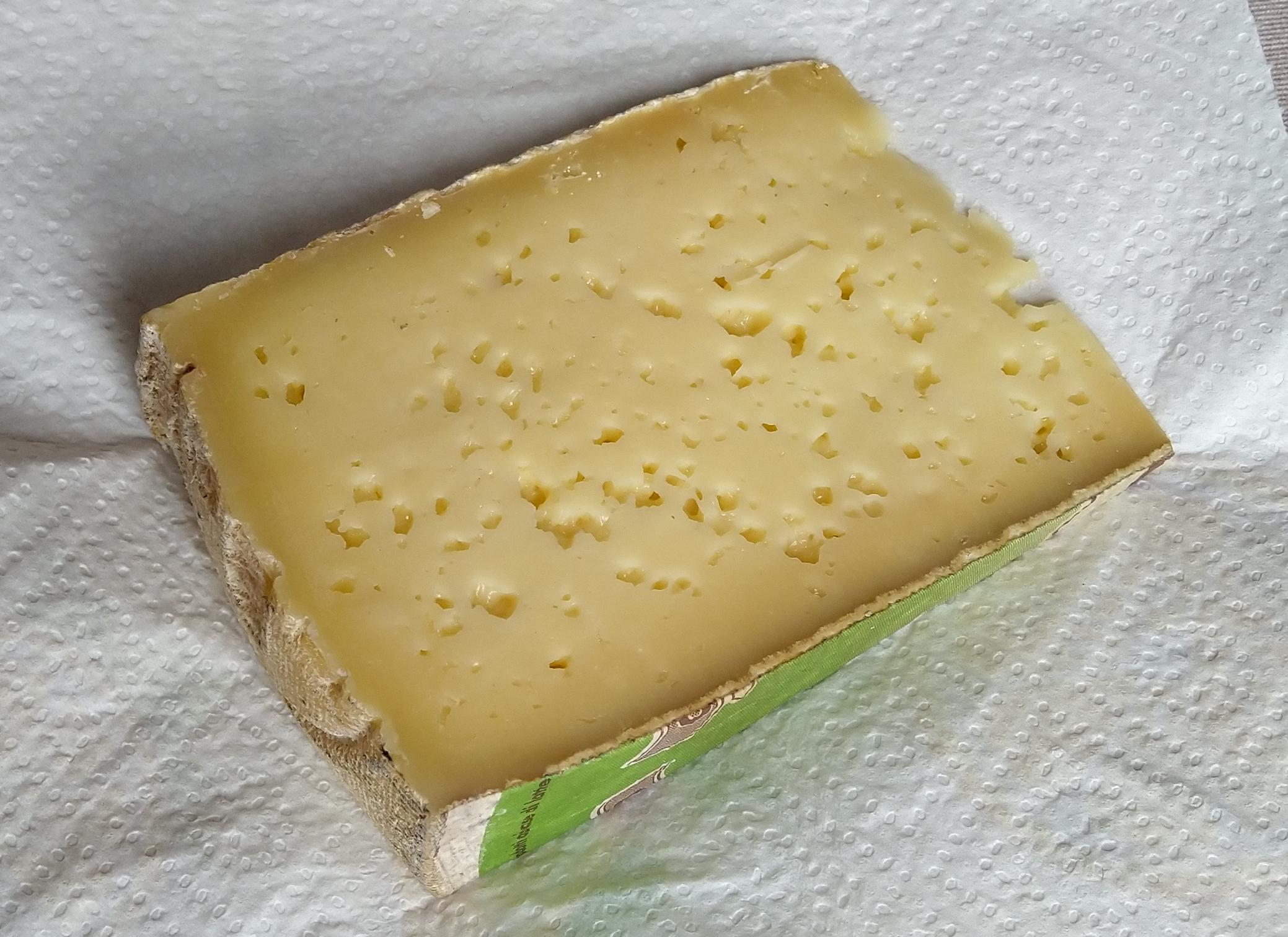
Оссолано

Оссолано (італ. Ossolano DOP) — італійський напівтвердий сир, виробляється з коров'ячого молока. Виробляється у регіоні П'ємонт, провінція Вербано-Кузіо-Оссола.

## Історія
Сир має давню історію. Перша письмова згадка датується 1006 роком. У 2017 році отримав категорію DOP.

## Технологія виробництва
Сир виробляється з сирого або пастеризованого молока. Молоко нагрівають до температури 30—34 °C і додають телячий сичуг. Після згортання молока сир розбивається до розміру зерна кукурудзи. Сирну масу нагрівають до 40—46 °C і піддають перемішуванню протягом приблизно десяти хвилин. Після цього сирна маса розміщується у формах для пресування. Перед остаточним пресуванням форми замінюють маркувальними. Соління відбувається сухим або в розсолі. Витримка триває не менше 60 діб, обчислюючи дату від початку переробки молока. 
Сир виробляється у 2 варіантах — італ. Ossolano DOP. та італ. Ossolano d’Alpe DOP. Останній отримують із молока, виробленого та виготовленого на гірських пасовищах, на висоті не менше 1400 метрів над рівнем моря. 

## Характеристика сиру
Сирна голова циліндричної форми з плоскими гранями діаметром 30—40 см, з прямими або злегка опуклими сторонами, висотою 6—10 см. Вага 5—10 кг. Скоринка неїстівна, досить м'яка, досить еластична, але із старінням стає твердою, як і колір, який переходить від блідо-солом'яного, місцями сірого, до світло-коричневого або червонуватого. Сирна маса напівтверда, компактна, зі старінням кольору слонової кістки або солом'яно-жовтого кольору. Отвори мають дрібний розмір, регулярно розподілені.

## Вживання
Сир зазвичай вживається як самостійна страва. Також може використовуватись у фондю. Сир гарно поєднується з червоними винами.